# 大阪府道139号枚方茨木線
大阪府道139号枚方茨木線（おおさかふどう139ごう ひらかたいばらきせん）は、大阪府枚方市から茨木市に至る一般府道である。

## 概要
枚方市池之宮1丁目から茨木市中穂積1丁目に至る。

### 路線データ
- 起点：枚方市池之宮1丁目（池之宮北交差点、国道1号交点、国道307号終点）
- 終点：茨木市中穂積1丁目（中穂積交差点、大阪府道・京都府道14号大阪高槻京都線交点）
- 総延長：13.0 km

## 歴史
- 1959年（昭和34年）12月1日 - 大阪府が一般府道枚方茨木線を認定。
- 1972年（昭和47年）7月19日 - 大阪府が主要地方道枚方水口線を廃止、そのうち枚方市池之宮北 - 枚方市大垣内町間を本路線に編入、枚方市大垣内町 - 枚方市新町1丁目間は重複路線の1つの主要地方道、大阪府道・奈良県道5号枚方大和高田線となった。
- 1982年（昭和57年）12月24日 - 枚方大和高田線の廃止に伴い、枚方市大垣内町 - 枚方市新町1丁目間は別の重複路線だった主要地方道の大阪府道20号枚方富田林泉佐野線となった。

## 路線状況

### 重複区間
- 京都府道・大阪府道13号京都守口線（枚方市新町1丁目・関西医大病院前交差点 - 枚方市桜町・枚方大橋南詰交差点）
- 国道170号・大阪府道・京都府道6号枚方亀岡線（枚方市桜町・枚方大橋南詰交差点 - 高槻市大塚町1丁目・大塚町南交差点）
- 大阪府道15号八尾茨木線（茨木市永代町 - 茨木市別院町）

### 道路施設

#### 橋梁
- 禁野橋（天野川、枚方市）
- 枚方大橋（淀川、枚方市 - 高槻市、国道170号重複区間内）
- 鷺打橋（芥川、高槻市）
- 玉川橋（番田井路、高槻市 - 茨木市）
- 先鉾橋（安威川、茨木市）

## 地理

### 通過する自治体
- 大阪府
  - 枚方市 - 高槻市 - 茨木市

### 交差する道路
| 交差する道路                                                                               | 市町村名 | 交差する場所  | 交差する場所                 |
| ------------------------------------------------------------------------------------------ | -------- | ------------- | ---------------------------- |
| 国道1号 国道307号                                                                          | 枚方市   | 池之宮1丁目   | 池之宮北交差点 / 起点        |
| 大阪府道20号枚方富田林泉佐野線                                                             | 枚方市   | 大垣内町2丁目 | 禁野橋（きんやばし）西交差点 |
| 京都府道・大阪府道13号京都守口線                                                           | 枚方市   | 新町1丁目     | 関西医大病院前交差点         |
| 国道170号 重複区間起点 大阪府道・京都府道6号枚方亀岡線 重複区間起点 大阪府道21号八尾枚方線 | 枚方市   | 桜町          | 枚方大橋南交差点             |
| 国道170号 重複区間終点 大阪府道・京都府道6号枚方亀岡線 重複区間終点                        | 高槻市   | 大塚町1丁目   | 大塚町南交差点               |
| 大阪府道16号大阪高槻線                                                                     | 高槻市   | 唐崎北2丁目   | 唐崎交差点                   |
| 大阪府道・京都府道14号大阪高槻京都線                                                       | 高槻市   | 唐崎西1丁目   | 唐崎西交差点                 |
| 大阪府道133号鳥飼八丁富田線                                                                | 茨木市   | 鮎川4丁目     | 鮎川交差点                   |
| 大阪府道132号高槻茨木線                                                                    | 茨木市   | 永代町        |                              |
| 大阪府道15号八尾茨木線 重複区間起点                                                        | 茨木市   | 永代町        |                              |
| 大阪府道15号八尾茨木線 重複区間終点                                                        | 茨木市   | 別院町        |                              |
| 大阪府道136号茨木停車場線                                                                  | 茨木市   | 駅前1丁目     | 茨木市駅前1丁目交差点        |
| 大阪府道・京都府道14号大阪高槻京都線                                                       | 茨木市   | 中穂積1丁目   | 中穂積交差点 / 終点          |

### 交差する鉄道
- 京阪交野線
- 阪急京都本線
- 東海道新幹線
- 東海道本線

### 沿線
- 枚方市立中宮中学校
- 枚方市立中宮小学校
- 大阪府北河内府民センター
- 大阪精神医療センター
- 京阪交野線 宮之阪駅
- 枚方警察署
- 枚方税務署
- 枚方郵便局
- 枚方市役所
- 阪急京都本線・阪急交野線 枚方市駅
- 関西医科大学附属病院
- 阪急京都本線
  - 枚方公園駅 - 茨木市駅
- 大阪府立大冠高等学校
- 高槻市立第十中学校
- 京阪バス高槻営業所
- 茨木市立白川小学校（若干離れている）
- ソントン食品大阪工場
- 茨木市立中津小学校（若干離れている）
- 茨木中村郵便局
- 真宗大谷派（東本願寺）茨木別院
- 浜屋茨木店
- 茨木神社
- 茨木市役所
- 茨木市立養精中学校
- JR西日本東海道本線 茨木駅
- 茨木ショップタウン
- 大阪府立春日丘高等学校